# (3045) Alois
(3045) Alois (1984 AW; 1954 QD; 1965 QD; 1971 SB3; 1982 SY3) ist ein ungefähr 27 Kilometer großer Asteroid des äußeren Hauptgürtels, der am 4. Januar 1984 vom US-amerikanischen Astronomen Joe Wagner am Lowell-Observatorium, Anderson Mesa Station (Anderson Mesa) in der Nähe von Flagstaff, Arizona (IAU-Code 688) entdeckt wurde.

## Benennung
(3045) Alois wurde nach Alois T. Stuczynski benannt, dem Großvater des Entdeckers Joe Wagner.